# レイナルド・ジュディチ
レイナルド・ジュディチ（Reinaldo Giudici、1853年 - 1921年8月30日）は、イタリア生まれのアルゼンチンの画家である。

## 略歴
イタリアロンバルディア州コモ県トレメッツィーナのレンノで生まれた。8歳の時父親とウルグアイのモンテヴィデオに移った。
ウルグアイの画家、フアン・マヌエル・ブラネスの工房で学び、その後アルゼンチンのブエノスアイレスに新しく設立された美術教育機関、「美術振興協会(Sociedad de Estímulo de Bellas Artes)」で学んだ。1878年に、州政府の奨学金を得てイタリアに留学し、マッキア派から影響を受けた画家のチェーザレ・マッカリ(Cesare Maccari: 1840-1919)のもとで学んだが、資金が続かず一旦、アルゼンチンに帰国した。1880年に再び奨学金を得て、ヴェネツィアに留学し、ジャコモ・ファヴレットに学んだ。この時期には、19世紀後半のヨーロッパで流行した社会的不平等などに関する題材の作品を描いた。「貧しい人々のスープ(La sopa de los pobres)」などの作品を描いて注目され、トリノやベルリンの展覧会で賞を得ている。作品のいくつかは新しく設立されたアルゼンチン国立美術館に買い上げられた
アルゼンチンに戻った後、風景画や肖像画も描いた。ブエノスアイレスの美術振興協会や国立美術アカデミー(Academia Nacional de Bellas Artes)で35年間に渡って、絵を教え、ブエノスアイレスの劇場、テアトロ・コロンの装飾の仕事もした。1904年のセントルイス万国博覧会の展覧会で金メダルを受賞した。

## 作品

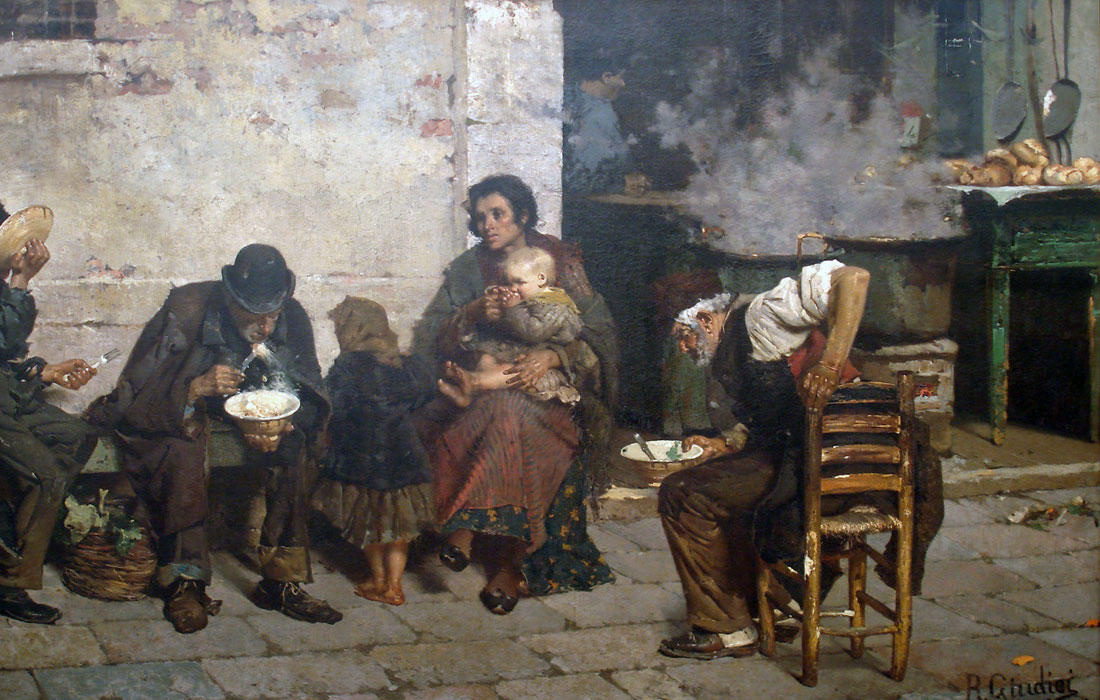
「貧しい人々のスープ」(1884)、アルゼンチン国立美術館蔵
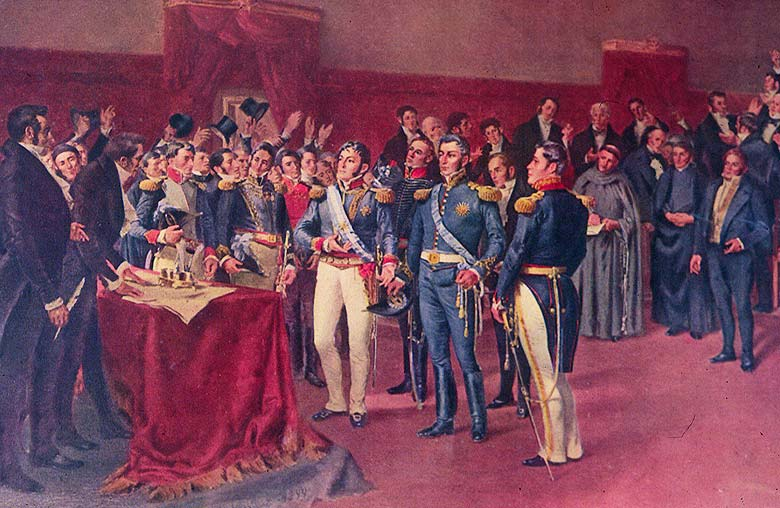
ブエノスアイレスのホセ・デ・サン＝マルティン
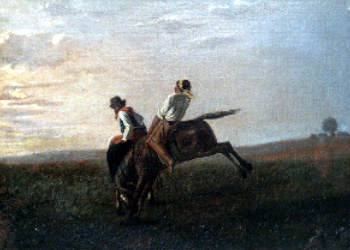

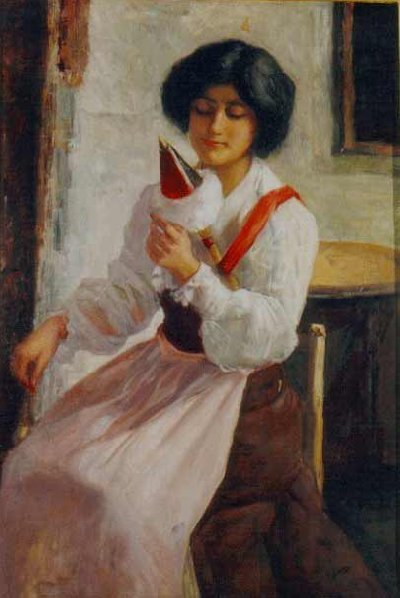
糸繰
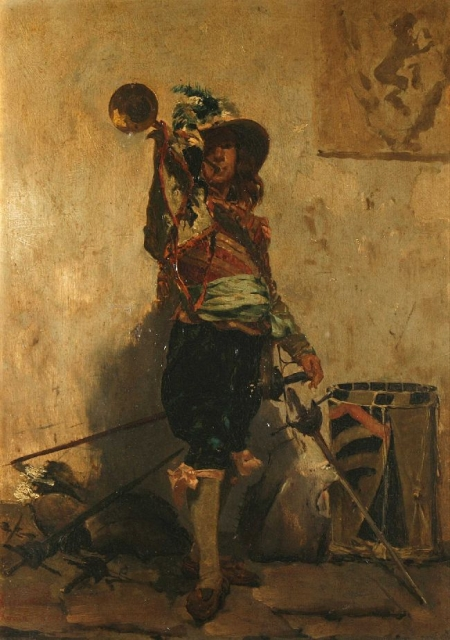
ラッパ兵
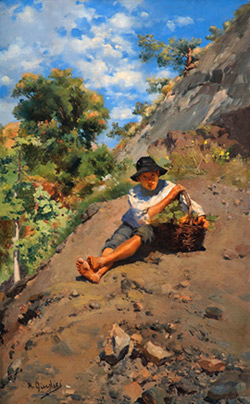
Muchacho de la sierra
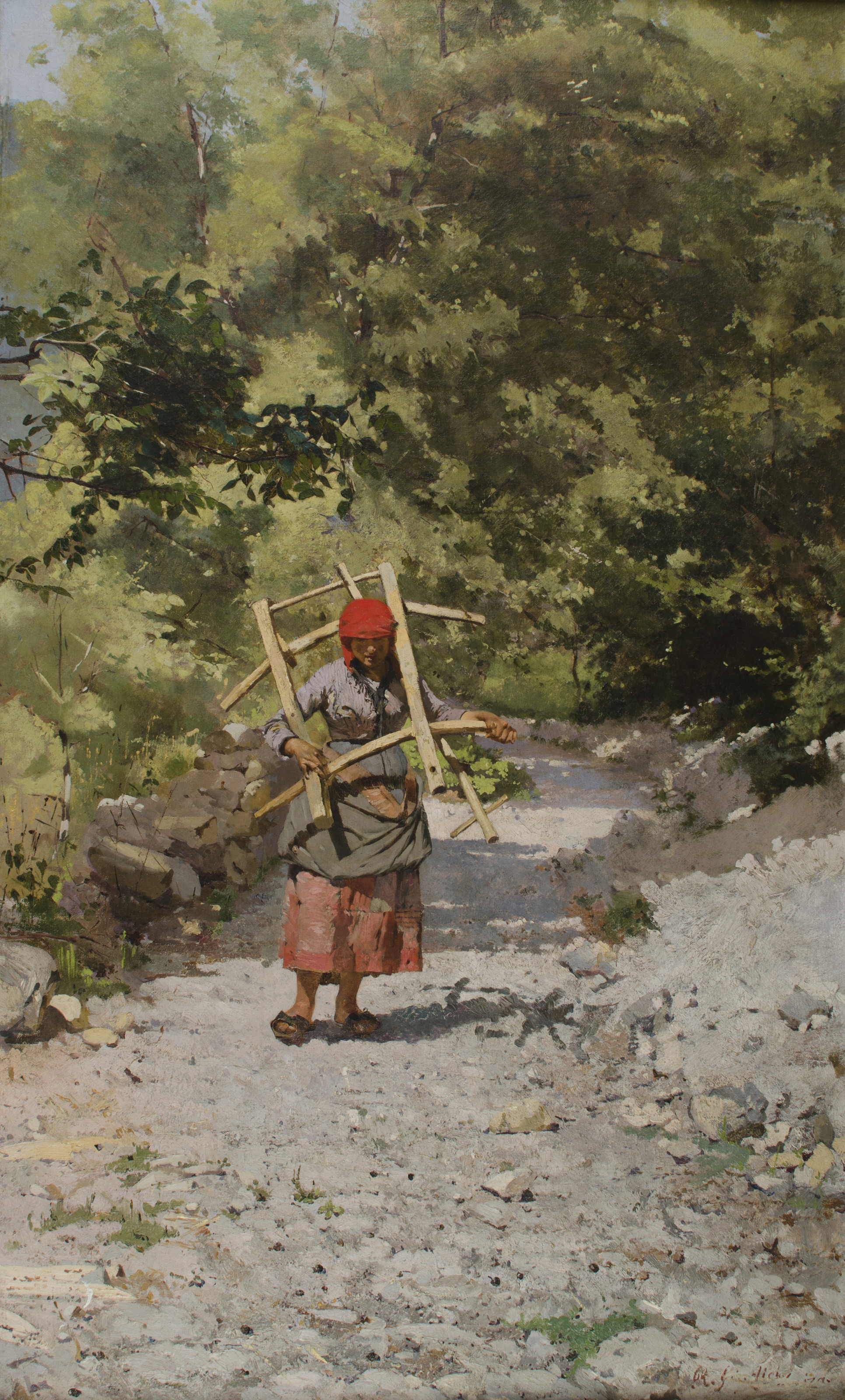